# Профессор Мориарти
Профе́ссор Мориа́рти (англ. Professor Moriarty; данные об имени противоречивы, см. ниже) — персонаж цикла произведений Артура Конана Дойла о Шерлоке Холмсе, антагонист главного героя, руководитель мощной преступной организации, гений криминального мира.

## Мориарти в произведениях Конан Дойла
Он происходит из хорошей семьи, получил блестящее образование и от природы наделён феноменальными математическими способностями. Когда ему исполнился 21 год, он написал трактат о биноме Ньютона, завоевавший ему европейскую известность. После этого он получил кафедру математики в одном из наших провинциальных университетов, и, вполне вероятно, его ждало блестящее будущее. Но в его жилах течёт кровь преступника. У него наследственная склонность к жестокости. И его необыкновенный ум не только не сдерживает, но даже усиливает эту склонность и делает её ещё более опасной. Тёмные слухи поползли о нём в том университетском городке, где он преподавал, и в конце концов он был вынужден оставить кафедру и перебраться в Лондон, где стал готовить молодых людей к экзамену на офицерский чин…— «Последнее дело Холмса»
Холмс также говорит о Мориарти как об «одном из лучших умов Европы» и «Наполеоне преступного мира». Последнюю фразу Конан Дойл позаимствовал от одного из инспекторов Скотланд-Ярда.
В тексте «Долины ужаса» присутствует описание внешности Мориарти:

Этот человек удивительно похож на пресвитерианского проповедника, у него такое худое лицо, и седая шевелюра, и высокопарная речь. Прощаясь, он положил мне руку на плечо — прямо отец родной, благословляющий сына на встречу с жестоким, холодным миром.— «Долина ужаса»
Там же упоминается, что профессор Мориарти имеет легальный доход 700 фунтов в год (жалованье на университетской кафедре) и что он не женат. Данные об имени и семье Мориарти противоречивы: в «Последнем деле Холмса» профессор не называется по имени, но упоминается, что у него есть брат — полковник Джеймс Мориарти, после его гибели «защищавший память покойного брата». При этом в «Пустом доме» имя «Джеймс» приписано уже самому профессору; таким образом, буквально получается, что у двух братьев одинаковое имя (в четырёхактной пьесе «Шерлок Холмс», написанной при участии Конан Дойла, профессор носит уже имя «Роберт»). Кроме того, в «Долине ужаса» брат-полковник не упоминается вовсе, зато появляется другой, младший брат профессора, который «служит начальником железнодорожной станции где-то на западе Англии».
Мориарти действует лишь в двух произведениях цикла, в рассказе «Последнее дело Холмса» (1893) и более поздней повести «Долина ужаса» (1914—1915), хотя в последнем случае прямо не появляется. Кроме того, он упоминается в пяти рассказах: «Пустой дом» (1903), «Подрядчик из Норвуда» (1903), «Пропавший регбист» (1904), «Его прощальный поклон» (1917), «Сиятельный клиент» (1924). Персонаж был введён Конан Дойлом как способ «расправиться» с Холмсом, чтобы прекратить цикл, который сам писатель считал легковесным бульварным чтивом. Примечательно, что сам Холмс рассказывает о своём невероятном и опасном противнике внезапно и торопливо, забравшись в дом к Ватсону в поисках убежища. До этого в рассказах Конан Дойла о Холмсе не упоминалась и не подразумевалась ни преступная организация профессора, ни некий «криминальный ум». Первое и наиболее полное описание внешности и речь самого Мориарти в «Последнем деле Холмса» переданы исключительно со слов самого детектива в его рассказе Ватсону. Сам Ватсон успевает лишь мельком увидеть человека, похожего на описанного Холмсом, на вокзале в момент отправления поезда на континент. Позднее похожего человека описывает отельер Питер Штайнер-старший. Мориарти гибнет во время рукопашного поединка с Холмсом, сорвавшись с обрыва в Рейхенбахский водопад; по тексту рассказа вместе с ним гибнет и Холмс, причём свидетелей схватки нет — её ход реконструируется Ватсоном, осмотревшим место происшествия и прочитавшим письмо Холмса. Тела обоих не найдены. Однако впоследствии Конан Дойлу из-за многочисленных протестов читателей пришлось «оживить» Холмса, объявив его кажущуюся гибель инсценировкой, которая была вызвана необходимостью скрываться, чтобы разгромить остатки организации Мориарти (см. рассказ «Пустой дом» в сборнике «Возвращение Шерлока Холмса»).
Мориарти присутствует и в произведениях о Шерлоке Холмсе, написанных другими авторами, но там его биография нередко отличается от биографии в оригинале.

## Образ профессора
Образ профессора Мориарти широко используется в современном медиапространстве, а его имя стало синонимом к словосочетанию «злой гений». При этом в большинстве таких случаев образ Мориарти может быть непосредственно не связан с произведениями Конан Дойла — используются лишь характерные черты и образ действий Мориарти. Персонаж стал настолько популярен, что появляется и в произведениях, где вообще нет Шерлока Холмса или других героев, созданных Конан Дойлем, например: «Лига выдающихся джентльменов», «Библиотекари» и другие. В современных массмедиа образ профессора склонен к тенденции омоложения, то есть каждый раз актёры, которые его играют, выглядят всё моложе. Основными чертами характера (своеобразной «визитной карточкой») профессора неизменно остаются: высокий интеллект, твёрдый характер, антипатия к Шерлоку Холмсу, склонность к негативно интерпретирующимся (нередко противозаконным) поступкам и интеллигентный внешний вид.
Предполагается, что у Мориарти имелось несколько реальных прототипов, среди которых называют преступника Адама Уорта, а также профессора Уолтера Лойда Макларенса, который преподавал математику в Оксфорде в конце XIX века. Он отличался скрытностью и подозревался в причастности к созданию преступной группировки, которая занималась похищением драгоценностей, вымогательством и подделкой произведений искусства. Эта банда управлялась Уолтером исключительно дистанционно: членам банды приходила записка с указанием подробного плана действий, а каждый из её членов должен был заплатить 20 % от суммы выручки в общую кассу банды под страхом смерти. Банда распалась после смерти Уолтера, хотя ни одно из их преступлений, и даже сам факт существования банды, так и не были доказаны.
Научные работы Мориарти (о динамике астероида и о трактовке биномиальной теоремы) иногда упоминаются в научной литературе, но это не означает, что они принадлежали реальному прототипу.

## Появления

### Кино
- 1922 — «Шерлок Холмс». Мориарти — Густав фон Зейффертиц.
- 1931 — «Спящий кардинал»[англ.]. Мориарти — Норман Маккиннел[англ.]
- Фильмы из цикла «Приключения Шерлока Холмса» с Бэзилом Рэтбоуном в роли Шерлока Холмса. Мориарти появляется в 3 из 14 фильмов, и каждый раз его играют разные актёры.
  - 1939 — «Приключения Шерлока Холмса». Мориарти — Джордж Зукко
  - 1942 — «Шерлок Холмс и секретное оружие». Мориарти — Лайнел Этуилл
  - 1945 — «Женщина в зелёном». Мориарти — Генри Дэниелл
- 1976 — «Семипроцентный раствор»[англ.]. Мориарти — лорд Лоуренс Оливье
- 1988 — «Без единой улики». Мориарти — Пол Фримен
- 2003 — «Лига выдающихся джентльменов». Мориарти — Ричард Роксберг
- 2011 — «Шерлок Холмс: Игра теней». Мориарти — Джаред Харрис
- 2025 — Шерлок и дочь. В сериале Мориарти в некоторых сериях появляется как союзник Холмса. Так как им обоим выгодно победить синдикат "красная нить".

### Телевидение
- 1972 — «Вот моя деревня» (СССР). Мориарти — Лаймонас Норейка.
- 1976 — «Шерлок Холмс в Нью-Йорке» (США). Мориарти — Джон Хьюстон.
- 1980 — «Приключения Шерлока Холмса и доктора Ватсона» (СССР). Мориарти — Виктор Евграфов (озвучивал Олег Даль).
- 1984—1985 — «Шерлок Пёс» (Япония—Италия). В аниме, большинство героев которого представлены в виде антропоморфных собак, Мориарти напоминает волка. Его роль озвучивали Тикао Оцука[англ.] (на японском) и Хэмилтон Кэмп[англ.] (на английском).
- 1985—1986 — «Приключения Шерлока Холмса» (Великобритания). Мориарти — Эрик Портер.
- 1988, 1993 — «Звёздный путь: Следующее поколение», эпизоды «Элементарно, дорогой Дейта» и «Корабль в бутылке». Голограмма Мориарти — Дэниел Дэвис. Здесь у Мориарти появляется возлюбленная — графиня Регина Бартоломью (Стефани Бичем).
- 2010—2017 — «Шерлок» (Великобритания). Мориарти — Эндрю Скотт. Являлся бойфрендом Молли Хупер.
- 2012 — н. в. — «Элементарно» (телесериал). Джейми Мориарти/Ирэн Адлер — Натали Дормер.
- 2013 — «Шерлок Холмс» (Россия). Мориарти — Алексей Горбунов. Мориарти в фильме — профессор математики, который намеревается убить королеву. Также он стоит во главе преступной организации «Банда кэбменов».
- 2014 — «Библиотекари» (США). Мориарти — Дэвид Эс Ли (англ. David S. Lee). Просперо призвал Мориарти в качестве своего помощника.
- 2015 — «Шерлох». Мориарти — Анатоль Фон-Филандра[10].
- 2018 — «Полицейский с Рублёвки. Мы тебя найдём» (Россия) — пьяный Мухич (4 сезона) действует под псевдонимом Мориарти и подписывается буквой М[11].
- 2020 — «Шерлок в России» (Россия). Профессор Мориарти выступил прототипом профессора Фёдора Бахметьева, преступного врача и гипнотизёра из Санкт-Петербурга. Роль исполнил Константин Юшкевич.
- 2020—2021 — «Патриот Мориарти» (Япония). Аниме-сериал, где профессор Мориарти планирует государственный переворот. Является главным героем. Озвучивал Сома Сайто.

### Театр
- В пьесе «Шерлок Холмс», написанной Конан Дойлем и Уильямом Джиллеттом[англ.], премьера которой состоялась в 1899 году в Баффало, роль Мориарти играл Джордж Уэсселлс (англ. George Wessells). В более поздних постановках эту роль исполняли Фрэнк Кинен[англ.] (1928), Джон Милтерн (1930), Филип Лок[англ.], Клайв Ревилл, Алан Сьюз[англ.] (середина 1970-х годов)
- 1953 — в спектакле «Шерлок Холмс», поставленной по пьесе Уиды Бержер[англ.] (супруги актёра Бэзила Рэтбоуна), который был показан только три раза 30 и 31 октября 1953 года в нью-йоркском New Century Theatre[англ.], роль Мориарти исполнял Томас Гомес

### Радио
- 1950-е годы — Орсон Уэллс играл Мориарти в радиопостановке «Последнего дела Холмса» (роль Холмса исполнял сэр Джон Гилгуд).
- 1992—1993 — в радиопостановках BBC Radio «Последнее дело Холмса» (4 ноября 1992) и «Пустой дом» (24 февраля 1993) роль Мориарти исполнил Майкл Пеннингтон[англ.].